# Cantó de Villepinte
El cantó de Villepinte és un antic cantó francès del departament de Sena Saint-Denis, que estava situat al districte de Le Raincy. Comptava amb el municipi de Villepinte.
Al 2015 va desaparèixer i el seu territori va passar a formar part del cantó de Sevran.

## Municipis
- Villepinte

## Història
| Data d'elecció                           | Identitat              | Partit | Qualitat |
| ---------------------------------------- | ---------------------- | ------ | -------- |
| 1976-1985                                | Roger Lefort           | RPR    |          |
| 1985-1992                                | Jean-Claude Mejsak     | PS     |          |
| 1992-1998                                | Roger Lefort           | RPR    |          |
| 1998-2004                                | Charles Vayssié        | UMP    |          |
| 2004-2011                                | Nelly Rolland Iriberry | UMP    |          |
| 2011-                                    | Martine Valleton       | UMP    |          |
| les dades anteriors no són pas conegudes |                        |        |          |
|                                          |                        |        |          |

## Demografia
| A partir de 1990: Població sense dobles comptes |